# Micrathyria hypodidyma
Micrathyria hypodidyma är en trollsländeart som beskrevs av Philip Powell Calvert 1906. Micrathyria hypodidyma ingår i släktet Micrathyria och familjen segeltrollsländor. Inga underarter finns listade i Catalogue of Life.